# Lascov
Lascov – wieś (obec) na Słowacji położona w kraju preszowskim, w powiecie Bardejów. Pierwsze wzmianki o miejscowości pochodzą z roku 1370.
Według danych z dnia 31 grudnia 2016, wieś zamieszkiwało 566 osób, w tym 275 kobiet i 291 mężczyzn.